# نامه باستان (کتاب)
نامهٔ باستان با عنوان فرعی ویرایش و گزارش شاهنامهٔ فردوسی کتابی از جلال‌الدین کزازی و در شرح و گزارش شاهنامهٔ فردوسی است. این کتاب برای دانشجویان رشتهٔ زبان و ادبیات فارسی در دورهٔ دکتری و کارشناسی ارشد به‌عنوان منبع اصلی درس مربوط به شاهنامه و در دورهٔ کارشناسی به‌عنوان منبع فرعی در درس‌های «متون نظم (۲): رستم و سهراب و رستم و اسفندیار» تألیف شده‌است.
در شرح و تفسیر ابیات و تحلیل داستان‌های شاهنامه، از علوم و دیدگاه‌های گوناگونی همچون واژه‌شناسی، ریشه‌شناسی، اسطوره‌شناسی، نمادشناسی، سبک‌شناسی و زیبایی‌شناسی بررسی شده‌است.

## جلد اول: از آغاز تا پادشاهی منوچهر
در این جلد، از آغاز شاهنامه تا پادشاهی منوچهر ویرایش و شرح شده‌است.
فهرست
- یادداشت آغازین
- دیباچه
- آغاز سخن
- کیومرث
- هوشنگ
- تهمورث
- جمشید
- ضحّاک
- فریدون
- منوچهر
- بخش‌های برافزوده
- گزارش بیت‌ها
- فرهنگ واژگان
- واژه‌نمای ریشه‌شناختی
- کتاب‌نما
- فهرست اختصارات

## جلد دوم: از آغاز پادشاهی نوذر تا پایان رستم و سهراب
در این جلد، از آغاز پادشاهی نوذر تا پایان داستان رستم و سهراب ویرایش و شرح شده‌است.
فهرست
- یادداشت آغازین
- دیباچه
- نوذر
- تهماسپ
- کیقباد
- کیکاووس
- داستان سهراب
- بخش‌های برافزوده
- گزارش بیت‌ها
- فرهنگ واژگان
- واژه‌نمای ریشه‌شناختی
- کتاب‌نما

## جلد سوم: داستان سیاوش
در این جلد، داستان سیاوش ویرایش و شرح شده‌است.
فهرست
- یادداشت آغازین
- دیباچه
- داستان سیاوش
- بخش‌های برافزوده
- گزارش بیت‌ها
- فرهنگ واژگان
- واژه‌نمای ریشه‌شناختی
- کتاب‌نما

## جلد چهارم: از داستان فرود سیاوش تا داستان اکوان دیو
در این جلد، از داستان فرود سیاوش تا داستان اًکوان دیو ویرایش و شرح شده‌است.
فهرست
- یادداشت آغازین
- دیباچه
- کیخسرو
- داستان فرود سیاوش
- اندر رزم کاموس کشانی
- داستان اکوان دیو
- بخش‌های برافزوده
- گزارش بیت‌ها
- فرهنگ واژگان
- واژه‌نمای ریشه‌شناختی
- کتاب‌نما
- فهرست اختصارات

## جلد پنجم: از داستان بیژن و منیژه تا آغاز پادشاهی لهراسب
در این جلد، از داستان بیژن و منیژه تا آغاز پادشاهی لهراسب ویرایش و شرح شده‌است.
فهرست
- یادداشت آغازین
- داستان بیژن و منیژه
- داستان دوازده رخ
- جنگ بزرگ کیخسرو با افراسیاب
- بخش‌های برافزوده
- گزارش بیت‌ها
- فرهنگ واژگان
- واژه‌نمای ریشه‌شناختی
- کتاب‌نما

## جلد ششم: از پادشاهی لهراسپ تا پادشاهی دارای داراب
در این جلد، از داستان پادشاهی لهراسپ تا پادشاهی دارای داراب ویرایش و شرح شده‌است.
فهرست
- دیباچه
- پادشاهی لهراسپ
- پادشاهی گشتاسپ
- داستان هفت خوان اسفندیار
- داستان رستم و اسفندیار
- داستان رستم و شغاد
- پادشاهی بهمن اسفندیار پادشاهی همای چهرزاد
- پادشاهی داراب
- پادشاهی دارای داراب
- بخش‌های برافزوده
- گزارش بیت‌ها
- فرهنگ واژگان
- واژه‌نمای ریشه‌شناختی
- کتاب‌نما

## جلد هفتم: از پادشاهی اسکندر تا پادشاهی بهرام گور
در این جلد، از پادشاهی اسکندر تا پادشاهی بهرام گور ویرایش و شرح شده‌است.
فهرست
- دیباچه
- پادشاهی اسکندر
- پادشاهی اشکانیان
- پادشاهی ساسانیان
- پادشاهی شاپور اردشیر
- پادشاهی اورمزد شاپور
- پادشاهی بهرام اورمزد
- پادشاهی بهرامِ بهرام
- پادشاهی نرسی بهرام پادشاهی اورمزد نرسی
- پادشاهی شاپور ذوالأکتاف
- پادشاهی اردشیر نکوکار
- پادشاهی شاپورِ شاپور
- پادشاهی بهرام شاپور
- پادشاهی یزدگرد بزهگر
- پادشاهی بهرام گور
- بخش‌های برافزوده
- گزارش بیت‌ها
- فرهنگ واژگان
- واژه‌نمای ریشه‌شناختی
- کتاب‌نما

## جلد هشتم: از پادشاهی یزدگرد تا پادشاهی هرمزد
در این جلد، از پادشاهی یزدگرد تا پادشاهی هرمزد ویرایش و شرح شده‌است.
فهرستمخ
- پادشاهی یزدگرد پسر بهرام گور
- پادشاهی قباد پیروز
- پادشاهی هرمزد
- بیتهای برافزوده
- گزارش بیت‌ها
- فرهنگ واژگان
- واژه‌نمای ریشه‌شناختی
- کتاب‌نما

## جلد نهم: از پادشاهی خسرو پرویز تا پادشاهی یزدگرد
در این جلد، از پادشاهی خسرو پرویز تا پادشاهی یزد گرد ویرایش و شرح شده‌است.
فهرست
- پیشگفتار
- دیباچه
- پادشاهی خسروپرویز
- بهرام چوبینه
- پادشاهی قباد پرویز
- پادشاهی اردشیر شیروی
- پادشاهی فرایین گراز
- پادشاهی پوراندخت
- پادشاهی آزرمدخت
- پادشاهی فرخزاد
- پادشاهی یزدگرد
- بخش‌های برافزوده
- گزارش بیت‌ها
- فرهنگ واژگان
- واژه‌نمای ریشه‌شناختی
- کتاب‌نما

## جلد دهم
جلد دهم این مجموعه که نمایه‌ای برای گزارش بیت‌های ۹ جلد پیشین است.

## وضعیت انتشار
این مجموعه توسط انتشارات سمت چاپ و منتشر شده‌است.